# Грізлі-Флетс (Каліфорнія)
Грізлі-Флетс (англ. Grizzly Flats) — переписна місцевість (CDP) в США, в окрузі Ель-Дорадо штату Каліфорнія. Населення — 1093 особи (2020).

## Географія
Грізлі-Флетс розташоване за координатами 38°38′9″ пн. ш. 120°32′8″ зх. д. / 38.63583° пн. ш. 120.53556° зх. д. (38.635696, -120.535435).  За даними Бюро перепису населення США в 2010 році переписна місцевість мала площу 17,17 км², уся площа — суходіл.

### Клімат
| Клімат : Грізлі-Флетс | Клімат : Грізлі-Флетс | Клімат : Грізлі-Флетс | Клімат : Грізлі-Флетс | Клімат : Грізлі-Флетс | Клімат : Грізлі-Флетс | Клімат : Грізлі-Флетс | Клімат : Грізлі-Флетс | Клімат : Грізлі-Флетс | Клімат : Грізлі-Флетс | Клімат : Грізлі-Флетс | Клімат : Грізлі-Флетс | Клімат : Грізлі-Флетс | Клімат : Грізлі-Флетс |
| Показник              | Січ.                  | Лют.                  | Бер.                  | Квіт.                 | Трав.                 | Черв.                 | Лип.                  | Серп.                 | Вер.                  | Жовт.                 | Лист.                 | Груд.                 | Рік                   |
| Середній максимум, °C | 11,1                  | 12,8                  | 15,0                  | 18,3                  | 22,8                  | 27,2                  | 30,6                  | 30,0                  | 27,2                  | 22,2                  | 15,0                  | 11,1                  | 19,4                  |
| Середній мінімум, °C  | 3,3                   | 3,9                   | 4,4                   | 5,6                   | 7,8                   | 10,6                  | 12,2                  | 12,2                  | 11,7                  | 9,4                   | 5,6                   | 3,3                   | 7,8                   |
| Норма опадів, мм      | 216                   | 185                   | 132                   | 64                    | 28                    | 8                     | 0                     | 3                     | 10                    | 58                    | 130                   | 198                   | 1034                  |
| --------------------- | --------------------- | --------------------- | --------------------- | --------------------- | --------------------- | --------------------- | --------------------- | --------------------- | --------------------- | --------------------- | --------------------- | --------------------- | --------------------- |
| Джерело: Weatherbase  |                       |                       |                       |                       |                       |                       |                       |                       |                       |                       |                       |                       |                       |

## Демографія
Згідно з переписом 2010 року, у переписній місцевості мешкало 1066 осіб у 432 домогосподарствах у складі 299 родин. Густота населення становила 62 особи/км².  Було 645 помешкань (38/км²).
Расовий склад населення:
| - 89,5 % — білих - 1,3 % — корінних американців - 0,7 % — азіатів - 0,6 % — чорних або афроамериканців - 0,2 % — вихідців з тихоокеанських островів - 1,8 % — осіб інших рас |

До двох чи більше рас належало 6,0 %. Частка іспаномовних становила 9,0 % від усіх жителів.
За віковим діапазоном населення розподілялося таким чином: 22,0 % — особи молодші 18 років, 61,5 % — особи у віці 18—64 років, 16,5 % — особи у віці 65 років та старші. Медіана віку мешканця становила 46,8 року. На 100 осіб жіночої статі у переписній місцевості припадало 109,4 чоловіків;  на 100 жінок у віці від 18 років та старших — 106,2 чоловіків також старших 18 років.
Середній дохід на одне домашнє господарство  становив 54 260 доларів США (медіана — 49 415), а середній дохід на одну сім'ю — 62 230 доларів (медіана — 68 017). За межею бідності перебувало 4,9 % осіб, у тому числі 0,0 % дітей у віці до 18 років та 0,0 % осіб у віці 65 років та старших.
Цивільне працевлаштоване населення становило 184 особи. Основні галузі зайнятості: освіта, охорона здоров'я та соціальна допомога — 36,4 %, роздрібна торгівля — 23,9 %, науковці, спеціалісти, менеджери — 16,3 %.